# 伯奧克 (密蘇里州)
伯奧克（英語：Burr Oak）是位於美國密蘇里州林肯縣的鬼鎮。

## 歷史
伯奧克的郵局於1875年設立，其後於1905年停運。

## 地理
伯奧克所處的海拔為高於海平面171米（即561英呎），而該地所採用的時區為UTC-6，即北美中部時區（CST）。同時該地設有夏令時間，為UTC-6調快一小時，即UTC-5（CDT）。